# Nhari
 (décembre 2015).
Si vous disposez d'ouvrages ou d'articles de référence ou si vous connaissez des sites web de qualité traitant du thème abordé ici, merci de compléter l'article en donnant les références utiles à sa vérifiabilité et en les liant à la section « Notes et références ».
Genres associés
Allaoui
Le nhari ou dari est une musique et danse traditionnelle guerrière algérienne issues des danses traditionnelles de la tribu des Ouled Nhar de Sebdou (wilaya de Tlemcen). C'est une variante de la danse allaoui et emploie les mêmes instruments de musique : gasba et bendir. 
Ses origines sont à chercher du côté de Sebdou et plus précisément dans les communes de Sidi Djillali, El-Abed et d'autres petits villages alentour. Elle s'est exportée progressivement vers la ville de Tlemcen puis vers à Oran. Cette musique est accompagnée d'une danse guerrière ancestrale. Elle est dansée par des mouvements d'épaule au rythme des percussions.